# Gimillan
Gimillan (pron. fr. AFI: [ʒimijɑ̃] ) è una frazione di Cogne, in Valle d'Aosta. Si trova a circa 3 km dal capoluogo su un poggio laterale della valle.

## Storia
A Gimillan furono rinvenute nell'Ottocento antiche tombe con monete di età imperiale recanti l'effigie di Gordiano III. La frazione, favorita dall'ottima esposizione e dalla vasta area coltivabile circostante, ebbe una notevole importanza per le sue attività agricole. In loco è tuttora visibile un granaio del XVIII secolo.

## Alpinismo ed escursionismo
Gimillan è punto di partenza per varie escursioni nel Vallone di Grauson  e nel Vallone dell'Arpisson. Dalla frazione si sale anche al Bivacco Franco Nebbia (2.850 m).

## Monumenti e luoghi d'interesse
- Chiesa di Saint-Pantaléon
- Cappella di Tarabouq (dedicata a San Bernardo), 1752[4], collocata a breve distanza dal paese.

## Galleria d'immagini

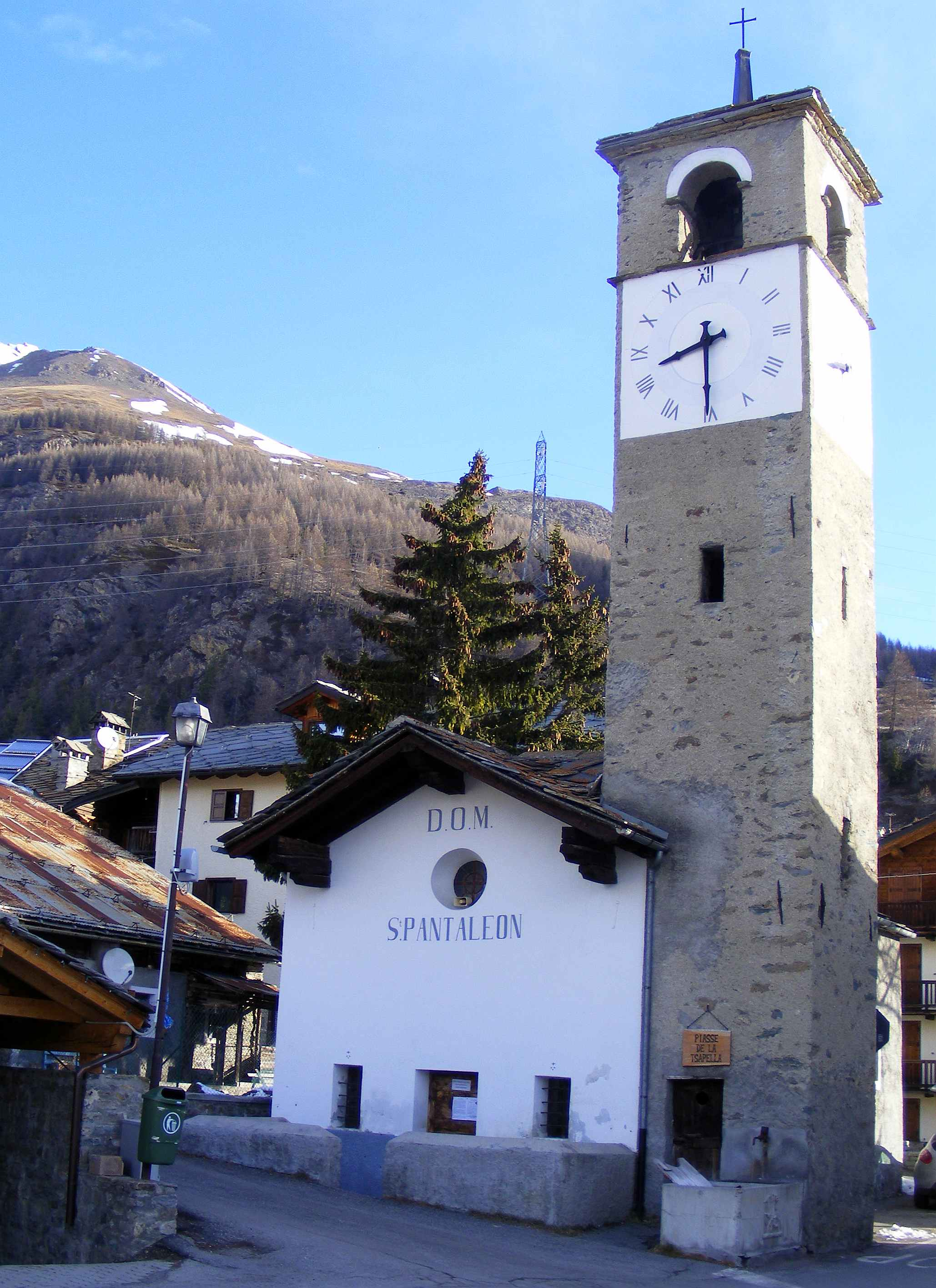
La chiesa di Saint-Pantaléon, sulla Piasse de la tsapella (che significa, in patois cognein, Piazza della cappella)
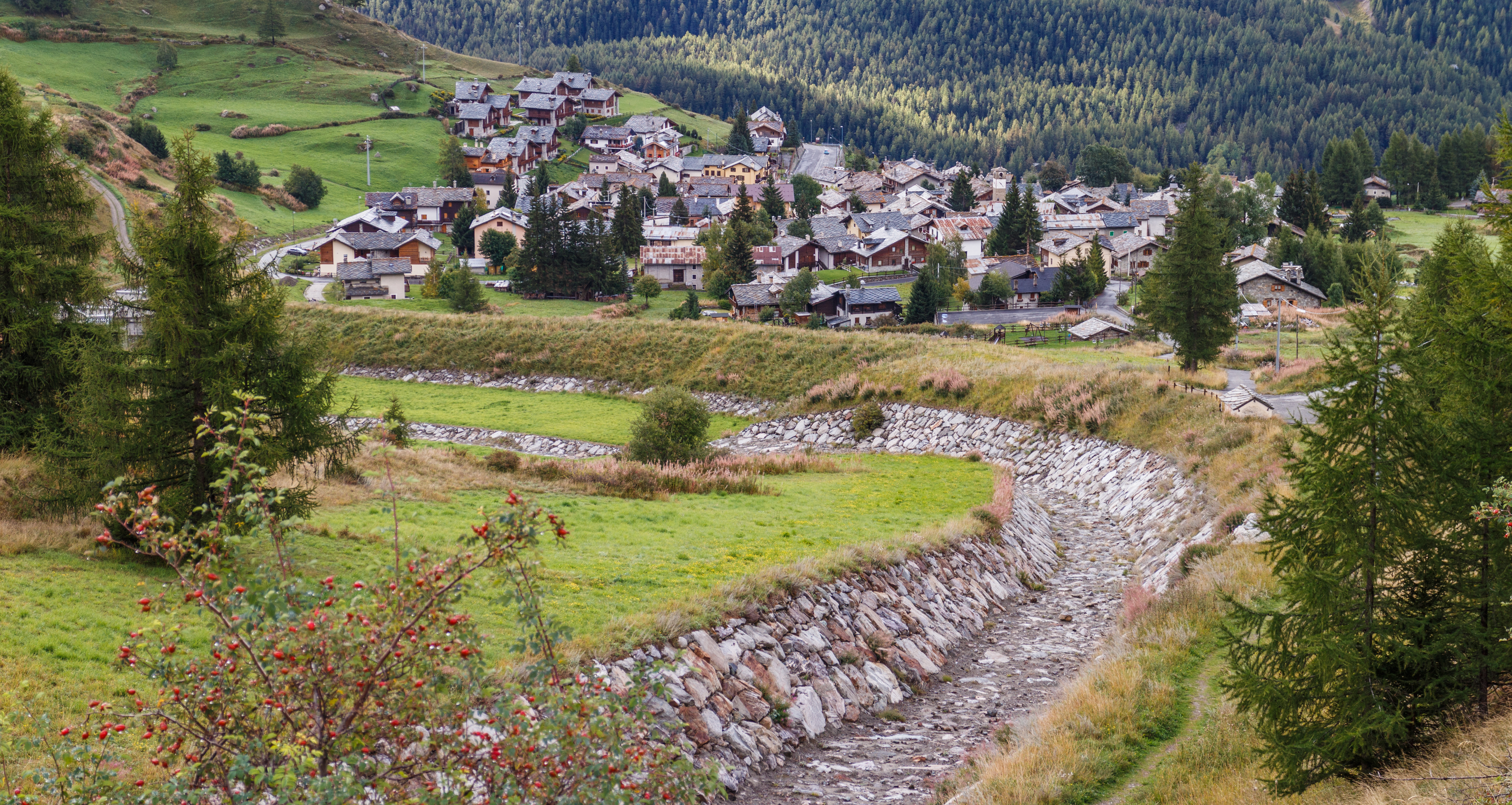
Vista di Gimillan (1805m).
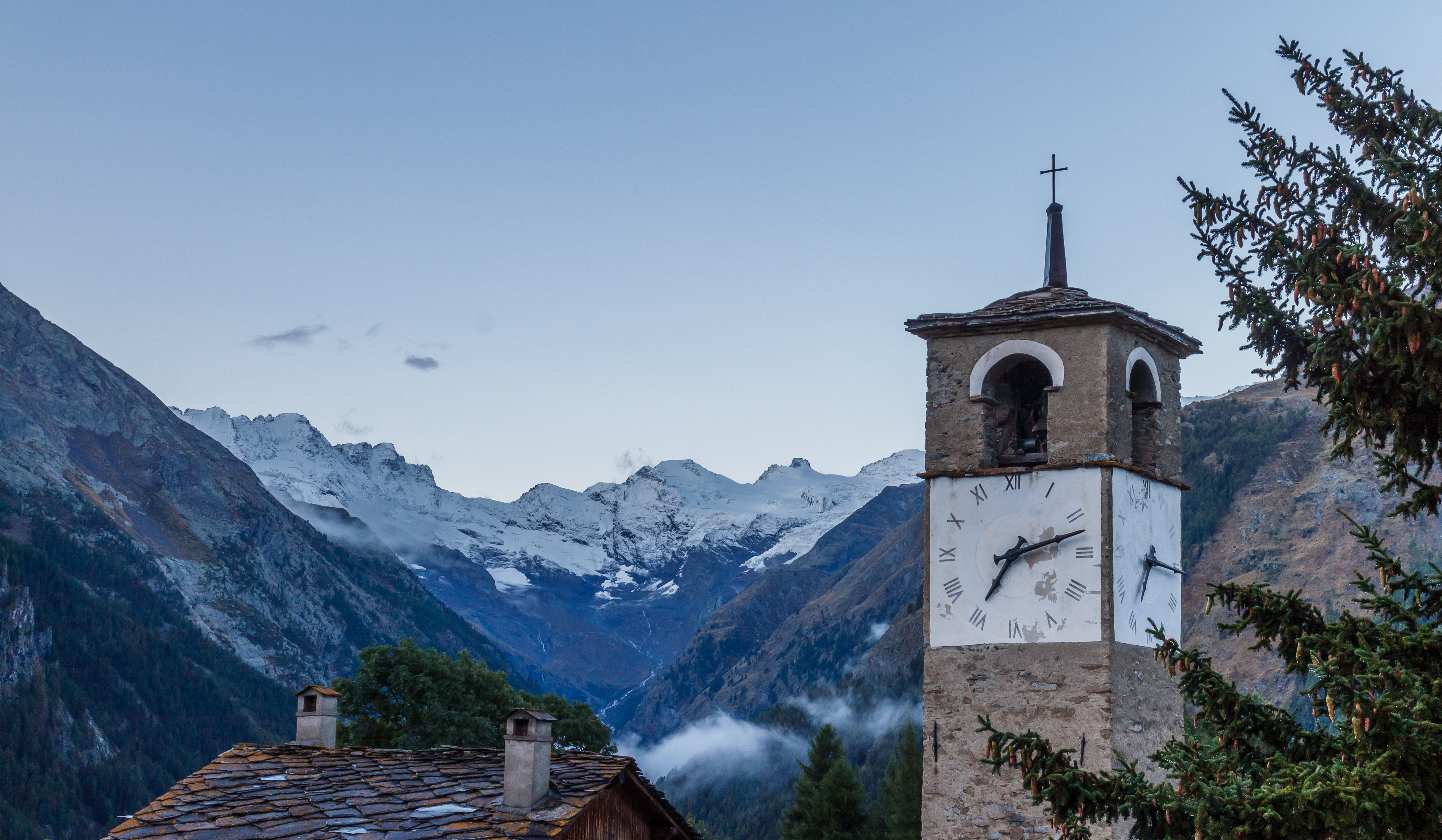
Il campanile della chiesa di Saint-Pantaléon.
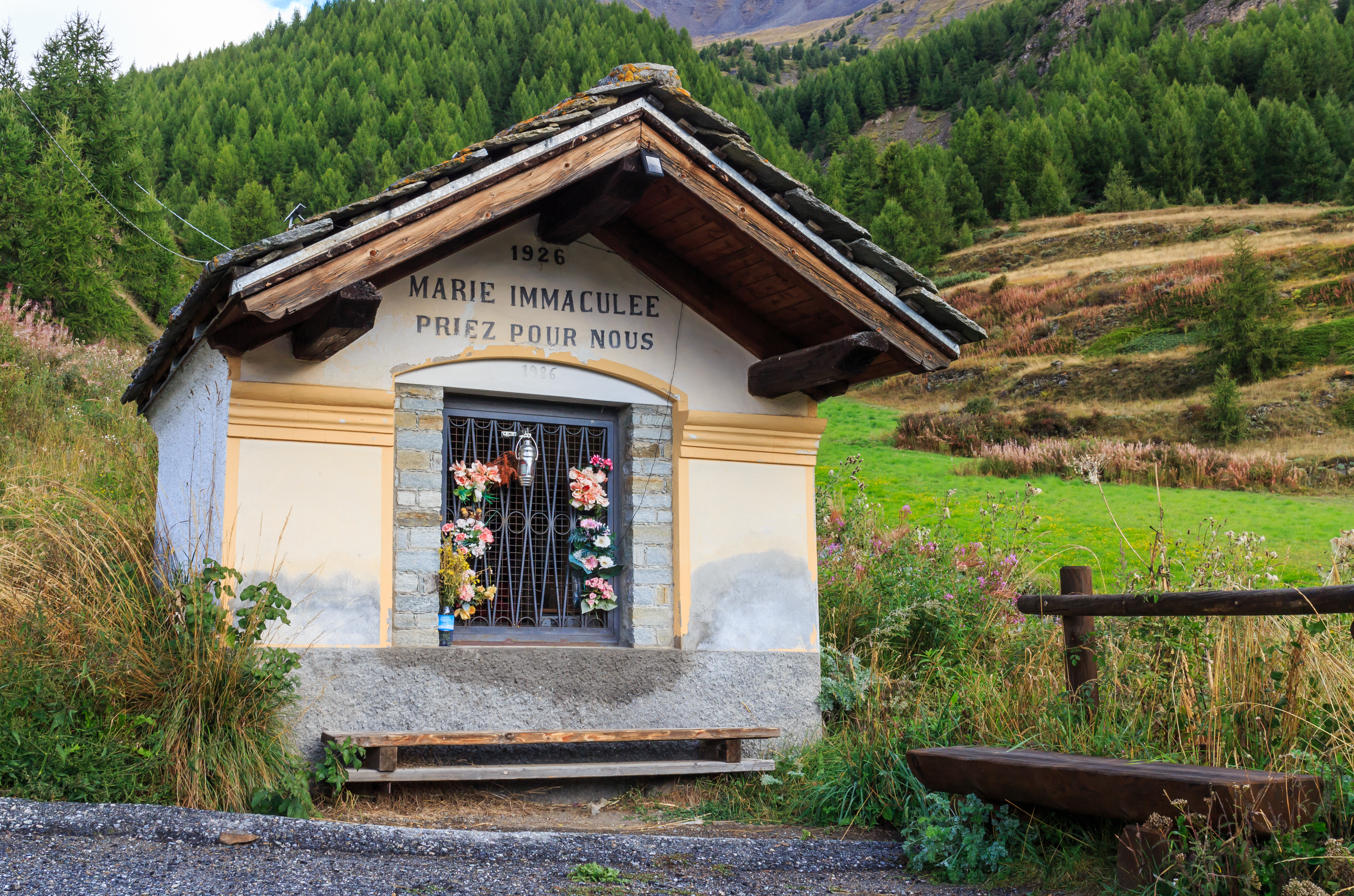
Cappella del 1926 situata a monte di Gimillan.
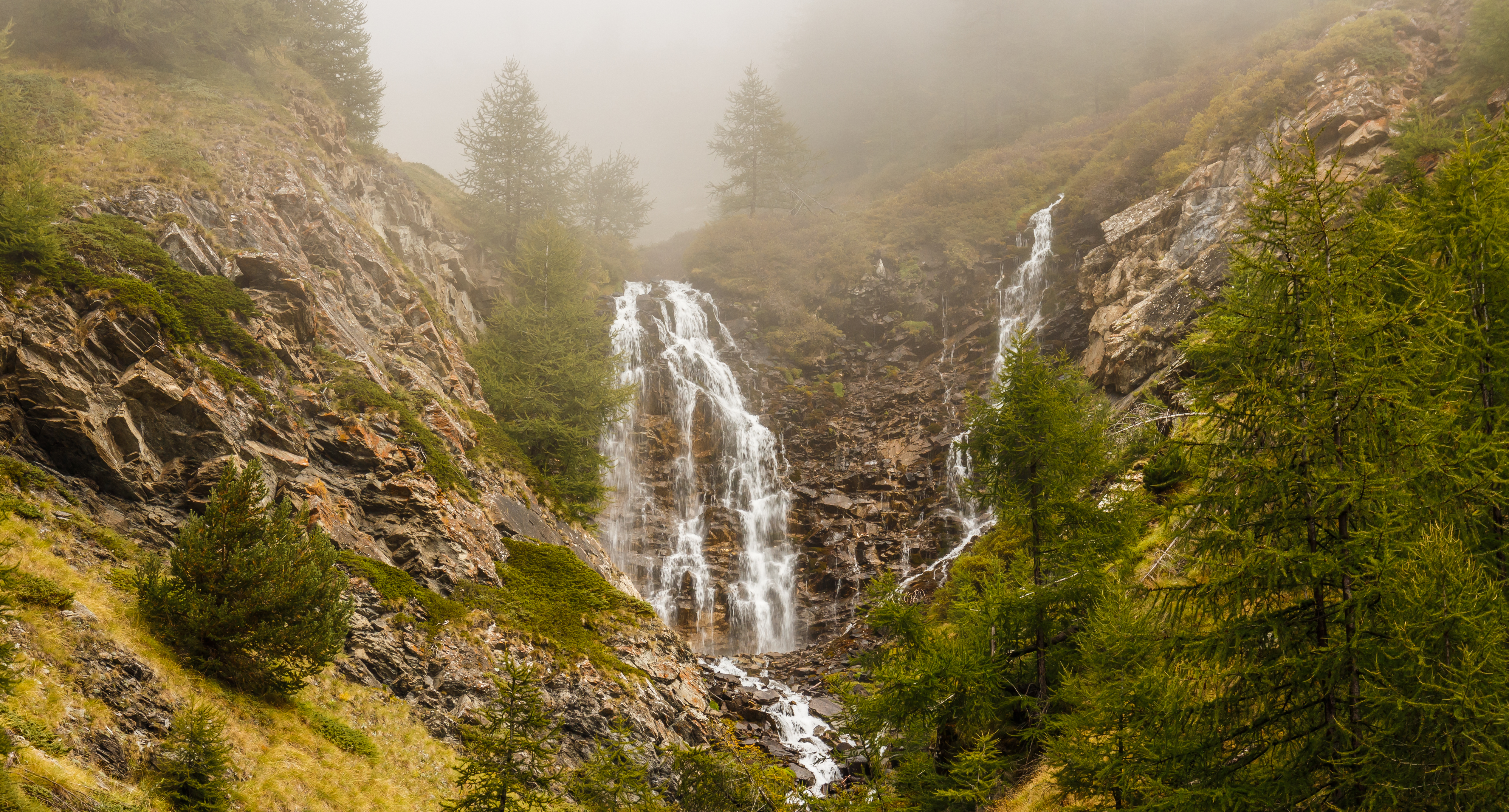
Cascata sopra Gimillan.